# Šyrokolanivka
Šyrokolanivka (in ucraino ?: Широколанівка, in russo ?: Широколановка) è un villaggio sito nella dell'oblast' di Mykolaïv nell'Ucraina meridionale. Sorge lungo la riva orientale del fiume Berezan.

## Storia
Il villaggio venne fondato nel 1810 da immigrati tedeschi di religione cattolica (tedeschi del Mar Nero) del distretto di Beresan, all'epoca facente parte del governatorato del Kherson.  La maggior parte dei coloni (66 famiglie) era originaria del Rheinhessen-Pfalz, le altre (27) dell'Alsazia. Una scuola di formazione per maestri venne fondata nel villaggio nel 1907. Successivamente vennero create una scuola per ragazze, un orfanotrofio e un ospizio per indigenti. 
Nel 1886 la colonia tedesca contava 275 famiglie ed una popolazione di 3 761 abitanti. Landau aveva una chiesa cattolica, una scuola, una farmacia, 5 negozi, e diverse botteghe artigiane. 
Landau aveva nel 1918 una popolazione di 1 363 abitanti. 
Negli anni '30 le autorità sovietiche attuarono misure anti-religiose che portarono alla conversione della chiesa cattolica in una struttura militare. La chiesa ortodossa e il cimitero di Landau vennero distrutti e venne edificato un teatro sul sito. Nel 1937 tale teatro venne adibito a processi farsa contro gli ecclesiastici della regione, accusati di attività anti-sovietiche. Tra questi il parroco di Landau, padre Anton Hoffmann, che venne mandato in un campo di lavoro forzato, dove perì. 
Dall'aprile del 1925 al marzo del 1939, il villaggio fu il centro principale del distretto di Karl-Liebknecht, un distretto (raion) nazionale tedesco. Assunse la denominazione Karla Libknekhta (Карла Либкнехта) dal 1935 al 1945. La popolazione contava 6 330 unità. 
Nel 1945 con la creazione del distretto di Shirokolanovsky, il villaggio assunse la sua attuale denominazione.